# Walter Matthias Diggelmann
Walter Matthias Diggelmann (nascido em 5 de julho de 1927 em Mönchaltorf; † 29 de novembro de 1979 em Zurique) foi um escritor suíço.
Diggelmann nasceu como filho ilegítimo de Maria Diggelmann, uma menina de fazenda órfã. Teve uma infância difícil como filho adotivo, teve conflitos com a curadoria e recebeu pouca educação. Não terminou o ensino médio; começou, mas não concluiu, uma aprendizagem como relojoeiro. Depois ter cometido um pequeno delito (furto) fugiu em 1944 para a Itália. Foi preso e deportado pelas forças de segurança alemãs para Alemanha (Dresden) para trabalho forçado. Após uma tentativa de escapar foi preso pela Gestapo e passou, até o fim da Segunda Guerra Mundial, numa prisão no sul da Alemanha. 1945 voltou para Suíça e foi colocado, logo, sob a tutela de um curador, e depois de uma pena de prisão, foi transferido para a clínica de Rheinau por seis meses. Depois disso, ele viveu de biscates e fez sua primeira tentativa literária.
A partir de 1949 Diggelmann trabalhou como diretor assistente no Schauspielhaus de Zurique. A partir de 1956, era produtor de rádio na mesma cidade. De 1956 a 1962 trabalhou como redator na agência jornalística de Rudolf Farner. A parir de 1962, trabalhou como escritor livre (freelance) e escreveu para jornais, a rádio e a televisão.
Diggelmann é considerado um dos maiores escritores inconformistas da Suíça do século XX.